# São Miguel de Entre-os-Rios
São Miguel de Entre-os-Rios foi uma freguesia portuguesa do Município de Penafiel, foi extinta sendo o seu território integrado na freguesia de Eja.

A Igreja de São Miguel de Entre-os-Rios situa-se num importante território do período da Reconquista Cristã, a “civitas de Anégia”.